# Eurocities

Eurocities (eigene Schreibweise „EUROCITIES“) ein informelles Netzwerk größerer europäischer Städte zur Zusammenarbeit und zum Informationsaustausch über Kommunalplanerische Angelegenheiten und zur Lobby-Arbeit gegenüber der Europäischen Union.
In Entscheidungsprozessen der EU spricht Eurocities für die Städte, etwa durch die Formulierung eigener Vorstellungen in den Planungen über die Verwendungsmöglichkeiten der EU-Strukturfonds (z. B. den EFRE oder den ESF).
Eurocities wurde 1986 von den Bürgermeistern der Städte Barcelona, Birmingham, Frankfurt, Lyon, Mailand und Rotterdam gegründet. Derzeitiger Vorsitzender ist Burkhard Jung.
Eurocities widmet sich verschiedenen Bereichen der stadtrelevanten Politik, u. a. der Kultur-, Umwelt-, Stadtentwicklungs- und Sozialpolitik. In den Foren, etwa dem „Culture Forum“, dem „Social Forum“ oder dem „Knowledge Society Forum“, treffen sich Vertreter der Städte mehrmals jährlich an einem anderen Ort Europas, um Fragen zu gemeinsamen Interessen zu beraten und Erfahrungsaustausch zu betreiben. In allen Foren gibt es zudem Arbeitsgruppen zu speziellen Themen. So bestehen im Culture Forum derzeit Arbeitsgruppen zu den Themen „Access to Culture“, „Young People and Culture“, „Resources for Culture“ und „Creative Industries“. Arbeitssprache in den Gremien und Arbeitsgruppen ist Englisch.
Höhepunkt im Rahmen des Eurocities-Netzwerks ist das Jahrestreffen (Annual General Meeting – AGM). Es ist einem politischen Schwerpunktthema gewidmet und wird in stärkerem Maße als die Foren von der politischen Ebene wahrgenommen. Des Weiteren werden alljährlich drei Eurocities Preise für Innovation, Kooperation und Partizipation vergeben.